# ذو الفقار
ذُو ٱلْفَقَارِ سيفٌ معروفٌ عند المسلمين، يعُدّه الشيعة أولَ سيف صُنع لعلي بْنِ أبي طالب قبلَ غزوة بدر، أما أهل السنة فيعدونه هدية من النبي محمد إلى علي بن أبي طالب الذي كان يَملِك سيفًا بفِقْرات. وأصل تسميته أن الفَقَار هي: الحُفَرُ والخَرَزُ، والسيف المُفَقَّر: الذي فيه خَرَزات منفضة عن متنه. وسمِّي السيف «ذا الفَقَار» لحُفَرٍ صِغار حِسان فيه، ويقال للحفرة: فِقْرة. يقول أهل السنة إنه قد غَنِمَهُ النبي محمد يوم بدر، ولكنَّ السيف نزل به جَبرئيل من عند لله، ونقله النبي إلى عليِّ بن أبي طالب، وكان هذا السيف لا يفارقه، وقد دخل به مكة يوم الفتح. وهو الذي رأى فيه الرؤيا في غزوة أحد، وكانت قائمة هذا السيف، وقَبِيعتُه، وحَلْقتُه، وذُؤَابته، وبَكَراتُه، ونَعلُهُ مِنْ فضة.

## الحديث

### نظرة أهل السنة
يعتقد أهل السنة والجماعة أن من أخذ الراية بعد النبي محمد هو أبو دجانة، لما روي عن أنس أنه قال: أن رسول الله ﷺ أخذ سيفاً يَومَ أُحد، فَقَالَ: «مَن يَأخذ مني هَذَا؟»، فَبَسطوا أيدِيهم كل إنسَانٍ منهم يقُولُ: «أَنَا أَنَا»، قَالَ: «فَمَن يَأخذه بحَقه؟»، فَأَحجَمَ القَومُ فَقَالَ أَبو دجَانَة: «أنا آخذه بحَقه»، فأخذه فَفَلقَ به هَامَ المشرِكينَ، وفي رواية أن الرسول محمداً قال له: «لا تَقتل به مسلماً وَلا تَفر به من كَافر». وكان يختال في مِشيَتِهِ وقت الحرب أمام الأعداء، فقال رسول الله حين رَآه يمشي تلكَ المشيَة: «إنّ هذه لمشيَة يُبغِضُهَا اللهُ إلا في مثل هذا الموطن».
ولهذا يرى أهل السنة والجماعة أن حديث أبي رافع: «لما قتل علي بن أبي طالب يوم أحد أصحاب الألوية أبصر رسول الله صلى الله عليه وسلم جماعة من مشركين قريش فقال لعلي: أحمل عليهم. فحمل عليهم ففرق جمعهم، وقتل عمرو بن عبد الله الجمحي قال: ثم أبصر رسول الله صلى الله عليه وسلم جماعة من مشركين قريش فقال لعلي: أحمل عليهم. فحمل عليهم ففرق جماعتهم وقتل شيبة بن مالك. فقال جبريل: يا رسول الله ؟ إن هذا للمواساة. فقال رسول الله صلى الله عليه وسلم: إنه مني وأنا منه.فقال جبريل: وأنا منكما. قال فسمعوا صوتا :لا سيف إلا ذو الفقار ولا فتى إلا علي». أنما هو حديث منكر، فقد قيل فيه:
- قال الذهبي في كتابه المغني في الضعفاء عن عيسى بن مهران: كذاب [13][14]
- قال ابن عدي عن عن عيسى بن مهران: حدث بأحاديث موضوعة.[15]
- قال ابن الجوزي في كتابه الموضوعات من الأحاديث المرفوعات: هذا حديث لا يصح، والمتهم به عيسى بن مهران.[16][17]
- قال النسائي: متروك الحديث.
- جاء في لسان الميزان عن ابن حجر عن كذب عيسى بن مهران.[18]
- قال ابن كثير في كتابه البداية و النهاية: إسناد ضعيف وحديث منكر.[19]
- صرح العجلوني ببطلان الحديث. في كتاب كشف الخفاء.[20]
- في الفوائد المجموعة للشوكاني بتحقيق المعلمي قال: وفي إسناده عيسى بن مهران، يحدث بالموضعات، وقد أدخل هذا الحديث ابن الجوزي في الموضوعات، وتبع ابن حبان في ذلك.

### نظرة الشيعة
أما الرواية عند الشيعة فهي أنه «لما كان يوم أحد انهزم أصحاب النبي محمد حتى لم يبق معه إلا علي بن أبي طالب وأبو دجانة سماك بن خرشة، فقال له النبي محمد: يا أبا دجانة أما ترى قومك ؟ قال: بلى، قال: الحق بقومك قال: ما على هذا بايعت الله ورسوله، قال: أنت في حل، قال: والله لا تتحدث قريش بأني خذلتك وفررت حتى أذوق ما تذوق، فجزاه النبي صلى الله عليه وآله خيرا، وكان علي عليه السلام كلما حملت طائفة على رسول الله صلى الله عليه وآله استقبلهم وردهم حتى أكثر فيهم القتل والجراحات حتى انكسر سيفه، فجاء إلى النبي صلى الله عليه وآله فقال: يارسول الله إن الرجل يقاتل بسلاحه وقد انكسر سيفي، فأعطاه عليه السلام سيفه ذا الفقار، فما زال يدفع به عن رسول الله صلى الله عليه وآله حتى أثر وأنكر، فنزل عليه جبرئيل وقال: يا محمد إن هذه لهي المواساة من علي عليه السلام لك، فقال النبي صلى الله عليه وآله: إنه مني وأنا منه، فقال جبرئيل عليه السلام: وأنا منكما، وسمعوا دويا من السماء: لا سيف إلا ذو الفقار، ولا فتى إلا علي»

## معرض صور

نسخة مغولية تصورية لسيف ذو الفقار يعود لفترة إمبراطورية مغول الهند محفوظ في متحف القلعة الحمراء في نيو دلهي
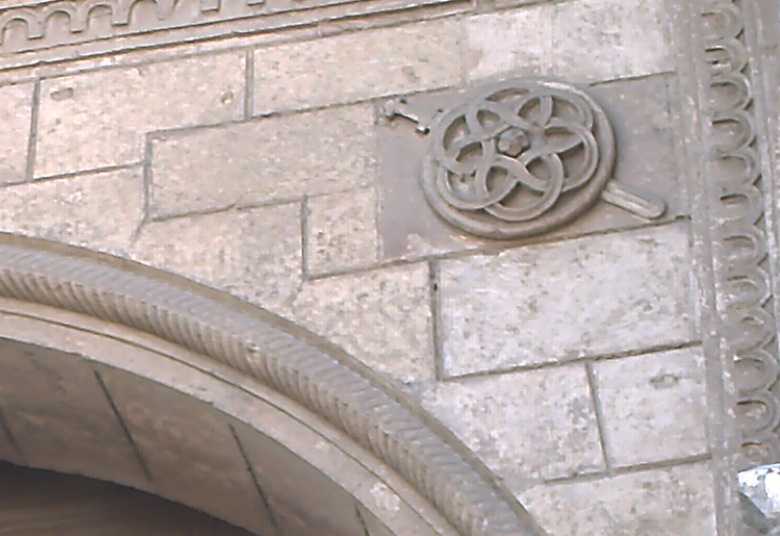
نحت لذي الفقار أعلى باب النصر بالقاهرة الفاطمية
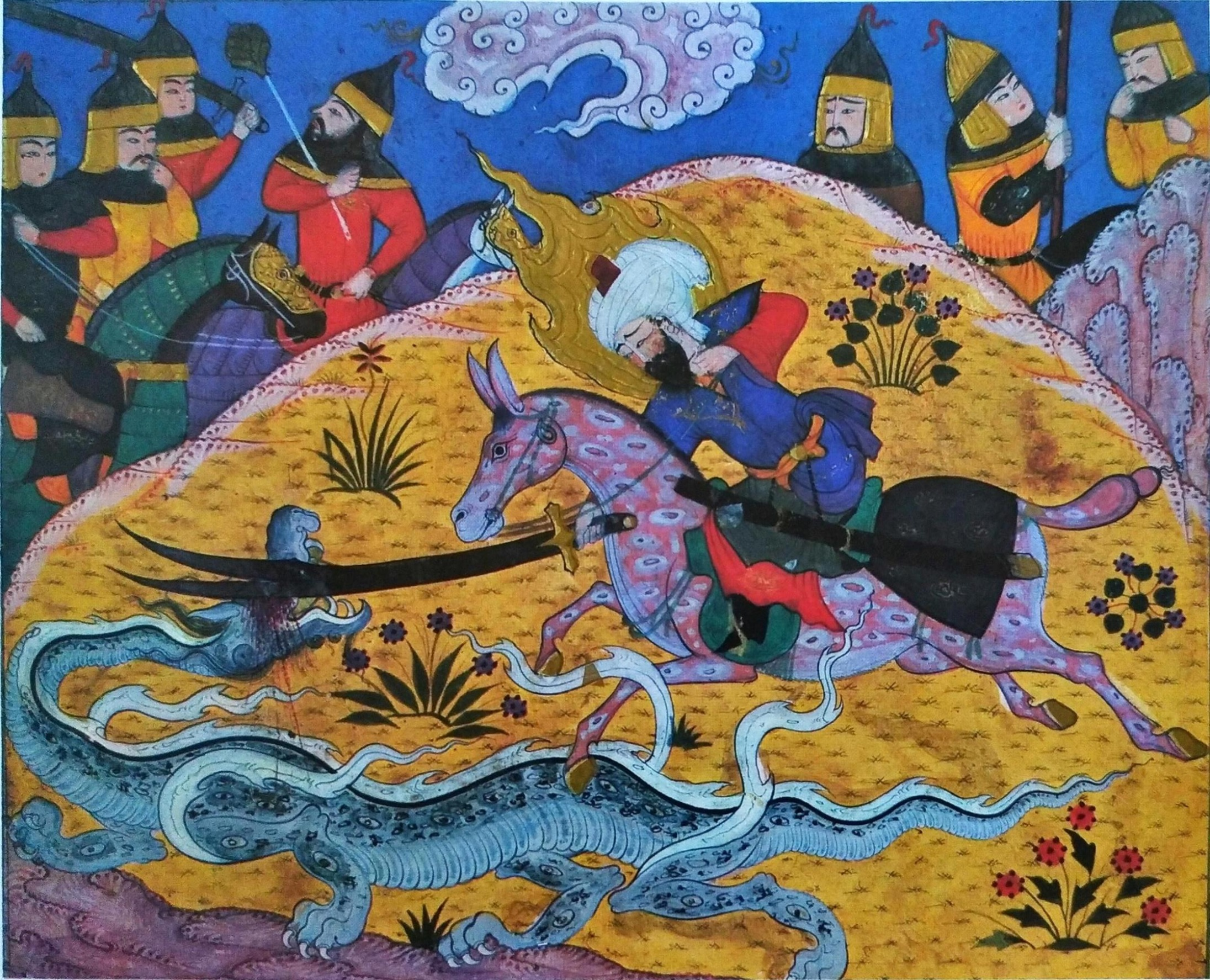
منمنمة فارسية من خوران نامه تُظهر علي أبي طالب يقتل تنينًا باستعمال سيفه ذو الفقار.